# La Pobla de Massaluca
La Pobla de Massaluca és un municipi de la comarca de la Terra Alta, a Catalunya. Unit per la carretera local amb Faió (Aragó) i Vilalba dels Arcs. Estació de ferrocarril de Faió-La Pobla de Massaluca de la línia Barcelona - Saragossa. L'activitat econòmica més desenvolupada al municipi és l'agricultura, amb tres tipus de cultius principals: l'oliva, l'ametlla i la vinya. La Pobla de Massaluca és principalment coneguda per la primera d'aquestes, ja que l'oli d'aquesta població ha estat mereixedor d'importants premis al llarg dels anys. Entre les festivitats més conegudes, hi ha les festes majors de Sant Antoni, les quals se celebren al gener; les festes majors d'estiu, a mitjan agost; i la coneguda romeria a l'ermita de Berrús, celebrada cada any el segon cap de setmana després de la Setmana Santa. Té una extensió de poc més de 43 km² i aproximadament 400 habitants fixos, dedicats majoritàriament a la seva principal activitat laboral —l'agricultura, especialment la cura dels seus recursos econòmics més nombrosos, la vinya i l'olivar, amb algunes parcel·les d'ametllers.

## Símbols
L'escut oficial té el següent blasonament: Escut caironat: d'argent, amb una mà dreta palmellada d'atzur i una creu de tau o de Sant Antoni patent concavada de gules, amb una campaneta d'or al seu peu, posades en pal. Per timbre, una corona de poble.
Va ser aprovat el 17 de juny de 2013, i publicat al DOGC el 18 de juliol del mateix any, amb el número 6350. La creu de tau, que és un atribut del patró local (sant Antoni Abat), és el senyal més antic emprat pel poble, i conté una campaneta que també és atribut del sant.

## Geografia
- Llista de topònims de la Pobla de Massaluca (Orografia: muntanyes, serres, collades, indrets..; hidrografia: rius, fonts...; edificis: cases, masies, esglésies, etc).

## Demografia
| 1497 f | 1515 f | 1553 f | 1717 | 1787 | 1857 | 1877 | 1887 | 1900 | 1910 |
| ------ | ------ | ------ | ---- | ---- | ---- | ---- | ---- | ---- | ---- |
| 13     | 27     | 39     | 161  | -    | 867  | 893  | 1010 | 1028 | 1067 |

| 1920 | 1930 | 1940 | 1950 | 1960 | 1970 | 1981 | 1990 | 1992 | 1994 |
| ---- | ---- | ---- | ---- | ---- | ---- | ---- | ---- | ---- | ---- |
| 1048 | 933  | 720  | 737  | 686  | 550  | 474  | 490  | 462  | 462  |

| 1996 | 1998 | 2000 | 2002 | 2004 | 2006 | 2008 | 2010 | 2012 | 2014 |
| ---- | ---- | ---- | ---- | ---- | ---- | ---- | ---- | ---- | ---- |
| 445  | 436  | 442  | 435  | 433  | 407  | 400  | 391  | 364  | 354  |

| 2016 | 2018 | 2020 | 2022 | 2024 | 2026 | 2028 | 2030 | 2032 | 2034 |
| ---- | ---- | ---- | ---- | ---- | ---- | ---- | ---- | ---- | ---- |
| 333  | 328  | 317  | 340  | 344  | -    | -    | -    | -    | -    |